# Ghiaccio Forte
Ghiaccio Forte è un sito archeologico etrusco situato nei pressi di Scansano, nella provincia di Grosseto, nella valle del fiume Albegna.
Fu fondato probabilmente nel IV secolo a.C., in seguito ai pericoli che coinvolgevano tutte le città etrusche costiere. L'esercito romano distrusse la città nel 280 a.C., pertanto ebbe un'esistenza limitata nel tempo.
È una delle tre città etrusche che non ha subito rimaneggiamenti in epoca romana, insieme all'insediamento del Lago dell'Accesa e Sesto Fiorentino (che rientrava nella lucumonia di Fiesole).
Come tutte le città etrusche presenta una cinta muraria costruita con base di ciottoli ed elevato in mattoni crudi (lunga circa 1 km, spessa in media 4m e che probabilmente raggiungeva gli 8 metri di altezza) e con tre Porte Rituali di accesso (una quarta porta è stata aperta per errore durante gli scavi). Come molte altre città etrusche (tra cui Roselle) si sviluppa su due colline vicine nelle quali erano in una l'acropoli, nell'altra l'area metallurgica, mentre nella valle tra le due colline era il Foro.
La scelta di Ghiaccioforte fu quella di realizzare l'abitato proprio sulle colline soprastanti il corso del fiume Albegna.
Nella città era presente probabilmente un tempio, dotato di una stipe votiva in cui sono stati ritrovati interessanti oggetti come statuette di guerrieri o animali (ora esposti nel museo di Scansano).
Nell'abitato si riconoscono vani con diverse funzioni: forno (realizzato attraverso il riutilizzo di un mezzo dolio), vasche, dispense (all'interno delle quali vi erano dolii, anfore, olle e vasi da mensa come ciotole, coppe, brocche). Non sono stati ritrovati oggetti in metallo, ma alcuni in bucchero grigio.